# Рат на Пацифику
Рат на Пацифику почео је у Пацифику избијањем јапанским Нападом на Перл Харбор , 7. децембра 1941. Иако се оквирно може гледати као сукоб у Другом светском рату, рат на Пацифику имао је важан утицај на послератно стање не само на простору Пацифика него и читавог света. Окончан је 1945. године, бацањем атомских бомби на јапанске градове Хирошиму и Нагасаки што је узроковало безусловну капитулацију Јапана 2. септембра 1945.

## Узрок
Почетком 20. века, највећи делови источне Азије биле су колоније западних држава за разлику од Јапана који је, као велика војна сила, сам управљао државом са царем као главним водећим телом. Под утицајем нацистичке Немачке и паназијатизма Јапан је тежио да постане најјача држава Азије па је још пре званичног почетка Другог светског рата почела инвазију на суседне земље.
Кина је са својим, готово неисцрпним природним богатствима, увек била јапанска интересна зона која 1929. године као једини излаз из економске кризе види у територијалном ширењу. Како би задовољио потребе царства Јапан осваја Кореју, Тајван и велики број острва Индокине, испланирани инциденти на простору Манџурије доводе до отвореног сукоба Јапана с Кином стварајући марионетску државу Манџукуо под јапанским покровитељством.
Након ових војних интервенција и отворених критика запада, Јапан 1933. године излази из Лиге народа, због супротстављања Уједињеног Краљевства и његових савезника јапанској империјалистичкој политици. Тим се чином царска управа, већ преузета од стране војске кроз функцију председника владе, више не осећа везаном за уговоре склопљене с другим државама па наставља да функционише ван ње.

## Хронологија рата

### 1937.
Дана 7. јула 1937. догодио се инцидент код моста Марка Пола у близини Пекинга, у којем су јапански и кинески војници размијенили паљбу, након чега избија Други кинеско-јапански рат. То се на подручју Азије сматра почетком Другог светског рата. Јапанске снаге крећу даље у напад на Пекинг, који је капитулирао већ 29. јула, јер им се кинеске снаге нису могле супротставити. Јапанци настављају напредовање са севера и југа према средишњој Кини, а кинеска национална влада Куоминтанга, под водством Чанг Кај-Шека, 7. августа објављује рат Јапану.
До краја године одвијао се низ борби Јапанаца и кинеских снага, предвођених с једне стране Куоминтангом, а с друге комунистима. Иако су Кинези успевали повремено пружити озбиљнији отпор, јапанске снаге су биле боље припремљене па је Чанг Кај-шек (након јапанског освајања Нанкинга) био присиљен да премести седиште владе из Нанкинга у Чонгћинг.

### 1938.
Након што су преговори пропали, јапанска влада током јануара доноси одлуку да уништи националну кинеску владу почевши од офанзиве на Вухан, како би освојила важније железничке станице на северу. Како би то остварили, Јапанци улазе у битку за Таиерџуанг у којој Кинези почетком априла остварују своју прву озбиљну победу.
У априлу у Јапану ступа на снагу Закон о мобилизацији, па се цела држава окреће ка милитаризму и ефикаснијем вођењу рата. Противник даље ескалације и бивши генерал, Угаки Казушиге, постаје министар спољних послова Јапана, што буди наду остатка света у мирно решење јапанског конфликта с Кином, али уместо да се ситуација смири, долази до спора са Совјетским Савезом око Манџурије, што за последицу има граничне сукобе из којих Совјети излазе као победници.
У другом покушају Јапан ипак у мају осваја град Таиерџуанг, али је због пораза срушен мит о непобедивости јапанске војске.
Да би зауставио Јапанце, Чанг Кај-Шек у мају отвара насипе уз Жуту реку и поплављује огромна подручја, али како цивилно становништво није било упозорено, погинуло је око 890.000 људи, док је 12 милиона остало без крова над главом. Бујице су однеле око 4.000 села и 11 градова, а поплаве су на неколико месеци зауставиле јапански продор према Вухану. Тек крајем октобра Јапанске снаге, уз велике губитке, освајају Вухан, а кратко након тога, без већег отпора, и Гуангџоу. Будући да ни после тога није дошло до жељене капитулације Кине, Јапанци су схватили да ће рат трајати значајно дуже од планираног.

### 1939.
Следећа година обележена је напорима Јапана да освоје превласт, док је Кина у томе пружала отпор. Војне победе нису биле довољне да би се једна страна могла сматрати победником, а Јапанци су поступно напредовали користећи бојни отров у биткама. Прву значајнију предност Јапанци су добили битком за јужни Гуанши (од 15. новембра 1939. до 25. фебруара 1940) чиме су пресекли путеве набавке од морске обале према унутрашњости Кине. 
Исте године амерички министар спољних послова Колдер Хал два пута позвао јапанског амбасадора у Вашингтону на разговор, како би упозорио Јапан на страхове САД везане уз "манџуризирање" кинеских острва. На та упозорења, Јапан није одговарао, него је најавио склапање војног пакта са Немачком и Италијом у блиској будућности.
Економска будућност Кине зависила је пре свега о испоруци сировина из колонија Велике Британије и Француске. У то време је у Европи већ почео Други светски рат па Јапанци користе ситуацију како би уценили Велику Британију да затвори бурмански пут и тиме пресече снабдевање кинеских трупа. У замену за копнени промет тим путем, амерички генерал Вилијам Х. Тунер организује доставу робе авионима преко Хималаја и тако настављају снабдевање Кинеза.

### 1940.
Почетком овог рата, политика САД је већином пружала подршку Јапану, али након Панаy инцидента и извештаја о јапанским ратним злочинима, као и због угрожености америчких нафтних интереса у Кини, расположење се нагло променило па Пацифичка флота Америчке морнарице добија директиву да се врати у базу Перл Харбор.
У Кини се поново воде жестоке борбе с различитим исходом па се у једном тренутку обе стране нашле у пат позицији. Јапан је држао источне делове Кине, док је остатак земље био подељен између Куоминтанга под Чанг Кај-Шеком и комунистичких снага Мао Це Тунга. Јапанци у окупираном делу оснивају марионетску владу за заштиту својих интереса у Кини, али та влада постаје крајње омражена због сарадње са непријатељем познатим по бруталности према становништву.
Током године Јапанци појачавају притисак и на Француску Индокину па по истеку раније постављеног ултиматума изнуђују војни споразум с Француском. Тај споразум им омогућује употребу три аеродрома и слободан превоз трупа кроз Индокину до Кине. Американци протестном нотом упућеном Јапану изражавају своје незадовољство овим поступцима.
Дана 27. септембра 1940. Јапан потписује Тројни пакт са Немачком и Италијом, који већ раније постојећи антикоминтерновски пакт проширује узајамном војном подршком. На тај начин јапански цар одбацује неутралност коју је најавио још 5. септембра 1939. и наглашава своју агресивну спољну политику, пре свега према Кини. Америчка влада на то реагује већ 8. октобра, позивајући све своје цивилне грађане да напусте Далеки исток и врате се у домовину, а 23. октобра у потпуности забрањује извоз авиогорива и гвожђа, као и њеног отпада у Јапан. Истог дана, три путничка пароброда напуштају Америку како би евакуисали америчке грађане, прије свега из Јапана и Кине.

### 1941.
Већ 27. јануара 1941. амерички амбасадор у Јапану јавља да је из дипломатских кругова стигла информација да многи извори, понајвише јапански, говоре о планирању великог напада на Перл Харбор ако дође до раскида односа са САД-ом.
У априлу председник Рузвелт потписује тајно наређење, којом се резервним официрима дозвољава напуштање војске и одлазак у Кину. Разлог је био оснивање америчке добровољачке аеро јединице познате под именом "Летећи тигрови". Ова јединица укључена је 1942. године у ратно ваздухопловство САД.
Две године након Битке на Халкин Голу, 13. априла 1941, обе стране потписују Јапанско-Совјетски споразум о неутралности. Совјетски Савез је овим споразумом желио осигурати леђа за случај немачког напада, док се Јапан није намеравао мешати у Немачко-Совјетски сукоб (који се у Јапану очекивао).
У мају Јапанци представљају Сједињеним Америчким Државама предлог мировног споразума за подручје Пацифика. Предлог је садржао молбу да САД приволи Чанг Кај-Шека на мировне преговоре с Јапаном и да престане да подржава Чангов режим, а за узврат, обећано је повлачење јапанских снага из Кине, где би остале само мање окупацијске јединице. Упркос свему Јапан је желео да нормализује трговинске односе са САД-ом и да добије сарадњу у добијању и производњи сировина. У споразуму је дословно писало:
Japanese expansion in the direction of the southwestern Pacific area is declared to be of peaceful nature, American cooperation shall be given in the production and procurement of natural resources (such as oil, rubber, tin, nickel) which Japan needs.
срп. Јапанско ширење према подручјима југозападног Пацифика треба сматрати мирољубивим. Потребно је остварити сурадњу САД и Јапана у производњи и придобивању сировина (нафта, гума, цинк и никал) потребних Јапану.
Поред тога, јапански амбасадор је позвао САД да заједно гарантују Филипинима независност и неутралност, а да би прихватили такав уговор Американци су затражили од Јапана гаранцију да јапанско приступање Тројном пакту има искључиво одбрамбени карактер, док су остале предлоге Јапана искључиво одбили.
Дана 2. јула Јапан мобилише више од милион војника, а влада добива пристанак Вишијске Француске да окупацију Француске Индокине (данас Вијетнам, Лаос и Камбоџа), што и спроводи 29. јула. Два дана касније, САД и Велика Британија објављују забрану извоза за Јапан и замрзавају његова финансијска средства.
Након објављивања ембарга, Рузвелт захтева од Јапана да се изјасни о својим намерама. Јапан на тај захтев одговара 6. августа мировном понудом за подручје Тихог океана, коју Американци одбацују одбивши и предлог за лични сусрет председника јапанске владе и Рузвелта. До сусрета није дошло, јер су САД сматрале да је раздор између интереса две држава превелик и да се у политичким погледима превише разилазе.
И Јапан с друге стране не удовољава америчким захтевима да напусти Кину па уместо тога поново нуди своју, донекле измењену, мировну понуду од 6. августа, коју Американци поново одбијају, што не доводи до зближавања две стране. Дана, 3. септембра амерички амбасадор у Токију шаље у Вашингтон телеграм у коме исказује своје мишљење да је рат у подручју Пацифика неизбежан.
Због ембарга САД и Велике Британије, као и одсечености од испоруке сировина европских савезника, Јапану се рат са САД-ом чинио једином алтернативом, па јапански парламент 1. децембра доноси одлуку о насилном ширењу подручја свог утицаја ка југу и отпочињању рата са САД-ом. За то време је јапански амбасадор и даље с америчким министром спољних послова водио мировне преговоре.
Како се ситуација заоштравала, Велика Британија је истог дана ставила све своје снаге на Малајском полуострву у стање највише војне приправности, док је флота добила наређење да трага за непријатељским бродовима у водама источно од Сингапура.
Истовремено, адмирал Исороку Јамамото издаје царској морнарици следеће наређење:
„Japan, under the necessity of her self-preservation and self-defense, has reached a position to declare war on the United States of America, United Kingdom and the Netherlands. The Supreme Commander of the Combined Fleet will start the war with an attack on the enemy fleet in the Hawaii Islands area and destroy it with the 1st Air Fleet.“
срп.: Због неопходног самоодржања и самоодбране, Јапан је достигао тачку на којој је присиљен да објави рат Сједињеним Америчким Државама, Великој Британији и Холандији. Врховни заповедник удружене флоте започеће рат нападом на непријатељску флоту на Хавајима и уништити је 1. ваздухопловном флотом.
Амерички авиони спазили су 2. децембра 12 јапанских подморница испред обала Индокине које су пловиле према југу, можда у правцу Сингапура, док истог дана Јамамото даје сигнал за почетак свих операција.
Два дана касније заповедници савезничких снага на подручју Пацифика сусрећу се у Манили ради договора о заповедној сарадњи на Далеком истоку. Истовремено, три јапанске дивизије биле су у Јужном кинеском мору, на путу за инвазију на Тајланд и Малезију.
Сви јапански конзулати у САД добивају упутство за уништење тајних докумената и уређаја за кодирање прослеђено путем емисије радио Токија реченицом "Хигаши но казе аме" (грубо преведено: источни ветар, киша). Била је то једна од могућих реченица за најаву рата са САД-ом. Прислушна станица Холанђана на Јави ухватила је поруку чије им је значење било познато, па је информација одмах прослеђена у Вашингтон.
Ни покрети јапанских трупа у Индокини нису прошли неопажено. Иако су Американци били уверени да су то само јапанске "мере опреза", Рузвелт 6. децембра упућује јапанском цару дипломатску ноту у којој говори о "трагичним последицама" последњих догађаја и изражава наду у одржање мира на пацифичком подручју апелујући на његову помоћ у спречавању смрти и разарања у свету.
Шпијунска мрежа Јапана јавља, од почетка 1941. године, да је на Хавајима окупљена целокупна америчка флота. Нападом на Перл Харбор врховна команда одлучује уништити амерички пацифички војни потенцијал. Кидо Бутаи, флота која је извршила напад на Перл Харбор, напустила је матичне луке још 27. новембра и кренула према Хавајима. Напад на америчке бродове у луци Перл Харбор извршава авио флота Кидо Бутаи 7. децембра 1941.

#### Напад на Перл Харбор и објава рата Јапану
Иако је већ неколико година ратовао с Кином, као службени улазак Јапана у Други светски рат сматра се 7. децембар 1941. године, дан напада на Перл Харбор. Идућег дана, 8. децембра, САД, Уједињено Краљевство и Кина објављују рат Јапану, чиме овај рат постаје део укупних ратних догађања Другог светског рата. Принуђени интересима у рату на Пацифику учествовали су и Уједињено Краљевство, Аустралија, Нови Зеланд и Холандија. Поред Јапана, савезницима су рат објавиле и неке државе које је Јапан освојио током рата.

#### Напредовање Јапана
Јапанци су били у предности у морнарици и ваздухопловству што је шокирало десетковане Американце. Разбуктавањем рата у Европи, Велика Британија је била присиљена да што више својих снага употреби у борбама против Немачке и Италије што је јапанској војсци одговарало јер је могла наставити са стратегијом изненадних напада.
- Јапанска освајања 1941—1942.
- Југоисточна Азија 1941.
- Малајско полуострво 1941/42.
- Холандска Источно-Индија 1941/42.
- Микронезија, Меланезија и Нова Гвинеја 1941/42.
- Јужна Азија 1942.

Готово одмах након напада на Перл Харбор, Јапанци нападају луку на Гуаму, острво Вејк (Битка за острво Вејк) и започињу снажну инвазију на Малајско полуострво и Тајланд. Већ следећи дан нападају и Хонг Конг, који британске снаге, присиљене масивним бомбардовањем и артиљеријским нападима, напуштају неколико дана касније.
Кад је Британцима постало јасно да је сукоб у Азији неизбежан, послали су због заштите својих колонија више бродова у воде Пацифика. Бродови су стигли у Сингапур 27. октобра и стављени су под заповедништво адмирала Тома Филипса. Таква флота креће 8. децембра у Тајландски залив без ваздухопловне подршке па Јапанци 10. децембра нападима из ваздуха потапају бојни брод "HMS Prince of Wales" (на којем гине и заповедник Филипс) као и борбену крстарицу "HMS Repulse". Тиме су британске снаге озбиљно ослабљене, а заменски бродови нису могли бити послани јер су све расположиве поморске и зрачне снаге Велике Британије биле ангажоване у борбама у Европи и Африци.
До краја године Јапанци остварују већи део планираних освајања на подручју Југоисточне Азије. Освајају Лузон, главно острво Филипина (Инвазија на Филипине), искрцавају се на Борнео (Јапанска инвазија на Борнео), на Минданао на југу Филипина, бомбардују тадашњи главни град Мјанмара Рангун.

### 1942.

#### Рабаул
Јапанци већ у јануару освајају Рабаул (битка за Рабаул) на северном делу острва „New Britain“ (данас део Папуе Нове Гвинеје). За ово освајање окупили су флоту снаге равну оној која је коришћена за напад на Перл Харбор. Положај ових острва пружао је изврсно полазиште за даљи продор према јужном и источном Пацифику, па су Јапанци следећих година овде изградили праву тврђаву, где је током рата повремено било смештено и до 200.000 јапанских војника.

#### Разбијање савезничких снага у Југоисточној Азији
Ради заштите колонија и свог утицаја у Југоисточној Азији, савезници оснивају 8. јануара у Сингапуру АБДАЦОМ, заједничку команду САД, Британије, Холандије и Аустралије чији је задатак да управља свим копненим, ваздушним и поморским снагама. Упркос неким мањим успесима (поморска битка код Баликпапана), снаге АБДАЦОМ-а нису успеле да зауставе Јапанце који већ у јануару освајају Таракан (битка за Таракан), Тајланд и Британску Малезију, док се на Јаву искрцавају 2. фебруара. Схвативши да не располажу са довољном војном снагом, АБДАЦОМ је 25. фебруара распуштен. Нарочито тежак пораз Британаца био је завршетак опсаде Сингапура, кад су 15. фебруара Јапанци заробили око 80.000 британских, индијских и аустралијских војника.
Следи цели низ поморских и копнених битака након којих Јапанци освајају готово читаво подручје Југоисточне Азије, бомбардујући 19. фебруара Дарвин, град и луку на северу Аустралије. Поред тога, упадају и у Индијски океан, а 23. фебруара једна јапанска подморница испаљује пројектиле на рафинерију нафте код Елвуда у Калифорнији, што у Америци изазива страх од јапанске инвазије.
До средине 1942. године Јапанци су окупирали или запосели следеће територије:
- Јужни део острва Сахалин
- Соломонова острва
- Северни део Нове Гвинеје
- Борнео, Суматра, Јава…
- Маршалова острва
- Вијетнам, Тајланд и Малезија
- Маријанска острва
- Филипини, Бурма

У том периоду Јапанска царска морнарица доминирала је целим пацифичким подручјем.

#### Прве америчке операције на Пацифику
Од 6. јануара САД почињу са премештањем својих снага из Атлантика у воде Пацифика. У Паго Паго, главни град Америчке Самое, пребацују више ратних бродова, а користећи се Панамским каналом довозе и снаге у људству.

#### Први јапански порази
Од почетка ратовања, савезници су претрпели низ пораза у покушају заустављања даљег напредовања Јапанаца. Због тога ће Американци у јануару почети са припремама посебно дизајнираних бомбардера који би могли доћи до главних јапанских острва и бомбардовати циљеве у подручју Токија, Јокохаме, Нагоје и Кобеа. Напад, познат као Дулитлов напад, изведен 18. априла имао је велики пропагандни утицај али је проузроковао слабу материјалну штету непријатељу.
Јапанци су 3. јула освојили тадашњи главни град Соломонових острва Тулаги, да би већ следећег дана били нападнути од стране 99 америчких авиона који том приликом потапају један јапански разарач и три миноловца, оштећујући још четири друга брода.
Иако се битка у Коралном мору, вођена 7. и 8. маја, завршила без победе, спречила је даље продирање Јапанаца ка Порт Морсби, престоници Нове Гвинеје). То је била прва велика поморска битка између јапанских и америчких носача авиона. Обе стране су изгубиле по два носача и неколико других бродова. Истовремено, је ова битка ушла је у историју као прва поморска битка коју су водили искључиво авионима, а да при томе бродови својим топовима уопште нису учествовали.

#### Битка код Мидвеја
Праћењем јапанског радио преноса, САД су успеле да индентификују следећи велики циљ јапанског напада, Мидвеј, па на острва 25. и 26. маја пребацују појачања у људству, техници и авионима. Долази до одлучујућих битака 4, 6 и 7. јуна у којима су Јапанци имали на располагању четири велика носача авиона а Американци само два. Ипак, ову разлику у снагама надокнадила је стратешка предност коју су Американци имали због познавања непријатељских планова. Потопљена су сва четири јапанска носача авиона, изгубљена је једна крстарица, 322 авиона а погинуло је око 3.057 војника. Амерички губици били су знатно мањи са по једним потопљеним носачем и разарачем, 150 уништених авиона и 307 погинулих војника. Због тешког пораза и губитака Јапанци се после те битке повлаче.

### Гвадалканал
Такозвана "Операција „Watchtower“" започиње већ 1. јунa 1942, укрцавањем маринаца у шест транспортних бродова у Сан Диегу. Јединице 11. и 16. бригаде тактичких снага (Tactical Forces) 7. јуна крећу из Мидвеја према Гвадалканалу чиме започиње трећа поморска инвазија по величини у Другом светском рату, после Нормандије (Операција Оверлорд) и Италије (Операција Аваланче).
Ноћу, 7. јула, после припреме кроз носаче авиона USS Saratoga, USS Wasp и USS Enterprise, главница 1. америчке морнаричке дивизије пристаје на северном делу острва, док делови дивизије пристају на острву Тулаги. Тиме започиње скоро седмомесечна борба за ова острва. Истог дана, Американци успевају да освоје скоро завршен јапански аеродром на Гвадалканалу, док на Тулаги долази до јаког отпора јапанских снага, укопаних на својим положајима.
Два дана касније, Јапанцима долази у помоћ 8. јапанска флота у чијем се саставу налазе крстарице Шокаи, Аоба, Кинугаса, Фурутака, Како, Тенру, Јубари и разарач Јунаги. Сви ови бродови пролазе непримећени од стране радарског извиђачког брода "USS Blue", удаљеног само 40 км. Иако су при изласку из луке примећени од стране америчке подморнице С-38, ови бродови успешно пролазе до линија америчке флоте.
У бици која се развија, савезници губе више бродова ("HMAS Canberra" (РАН), "USS Patterson", "USS Chichago" и "USS Baglej"), док при повлачењу, Јапанци изненађују северну групу и потапају крстарице "USS Vincennesс", "USS Quincu" и "USS Astoria", као и разараче "USS Helm" и "USS Wilson".
Главну кривицу за ове губитке носе слабе комуникацијске везе између савезника. Иако су британски и аустралијски извиђачки авиони дојавили долазак јапанске флоте, ове информације нису прослеђене до ратних бродова.
Сукоб на острвима и даље се одвија док савезници и Јапанци нападају непријатељске конвоје са намирницама и опремом, проузрокујући нове, мање поморске битке у овом подручју.

#### Операција Гвадалканал

##### Припреме
Припреме за ову тешку и дуготрајну борбу познату под кодним именом Операција „Watchtower“ почеле су 1. јула испловљавањем шест транспортних бродова с укрцаним маринцима из луке Сан Дијега у смеру острва Фиџи. Пратили су их један носач авиона, један бојни брод, четири крстарице и десет разарача. Поред тога, с истим одредиштем из Перл Харбора, 7. јула крећу два носача авиона, шест крстарица и четрнаест разарача.
У међувремену, јапанска морнарица подвргнута је потпуној реорганизацији, а поринута су у море два нова бојна брода, нови ескортни носач авиона и носач хидроавиона, као и више нових крстарица и разарача. Порт Морсби на Новој Гвинеји и даље је био жељени јапански циљ, па је од 20. јула било више јапанских покушаја да у близини формирају мостобран. Савезници су ваздушним нападима ометали транспорте трупа па га Јапанци нису успели освојити.
У то време Америчка флота састаје се код острва Фиџи ради припреме за Операција „Watchtower“. Американци су се с Британцима договорили да се ради заваравања Јапанаца проведе искрцавање на Андаманска острва, што је трајало од 1. до 10. августа.

#### Гвадалканалска кампања
Искрцавањем 7. августа на Гвадалканалу, највећем острву у групи Соломонских острва, Американци започињу операцију „Watchtower“, једну од најжешћих борби с највећим губицима током рата на Пацифику. Трајала је све до почетка 1943. године и била још једна прекретница у корист Американаца. Под тим именом обухваћен је цели низ поморских, али и копнених битака.
Циљ искрцавања било је подручје јапанске ваздухопловне базе "Лунга Поинт", најзападније ваздушне базе за подршку поморским операцијама и угрожавање путева између Америке и Аустралије, а у досегу ове базе била је и Нова Гвинеја. Аеродром је заузет већ 8. августа после подне, али су и следећих неколико месеци за њега вођене жестоке борбе, јер су Јапанци свом снагом покушавали да поново добију контролу над њим.
Борбе нису вођене само на копну, него и у водама између Гвадалканала и острва Саво. Напори Американаца да освоје, а Јапанаца да задрже Гвадалканал захтевали су бројна појачања у људству али и опреме и оружја. Резултат је био велики број потопљених бродова на обе стране што је том месту донело надимак "Теснац са гвозденим дном". Као решење Јапанци организују ноћни транспорт опреме и намирница брзим бродовима, претежно разарачима, који Американци називају Токио експрес.
Ова кампања сматра се завршеном тек 8. фебруара 1943. године, када се Јапанци повлаче с Гвадалканала.
У септембру Јапанци настављају с инвазијом на Гилбертова острва, док савезници освајају делове Нове Гвинеје.

### 1943.
Почетком године Американци све успешније декриптују јапанске радијске шифре. Успешност декриптовања била је потврђена бројним извиђањима. На темељу дешифрованих порука, од средине јануара америчке подморнице потапају бројне мање ратне бродове непријатеља, као што су разарачи,патролни бродови и танкери. Све чешће се за напад на веће конвоје Јапанаца шаљу и борбени авиони.
Настављају се борбе за Гвадалканал и почињу борбе за потпуно ослобађање Соломонових острва (битка за Северне Саломоне) које су потрајале све до марта 1944. године. Почетком фебруара, Американци допремају на Гвадалканал масивна појачања, док Јапанци до 8. истог месеца брзим разарачима (делом флотилама до 22 разарача) евакуишу са острва 11.706 војника. У периоду након тога острво је у рукама Американаца, а поморски пут између Америке и Аустралије је поново сигуран. Поред тога, Гвадалканал је постао важно полазиште савезника за операције против Рабаула, града на острву Нова Британија, главног упоришта Јапана у јужном Пацифику.
У то време Американци постижу успехе са подморницама док у ваздушном простору преузимају превласт. Успешно америчко радиоизвиђање резултирало је пресретањем авиона којим је адмирал Исороку Јамамото, врховни заповедник Јапанске царске морнарице, кренуо у обилазак јапанске базе на острву Бугенвил (Соломонова острва). Авион је срушен, а Јамамото је погинуо.
Поред низа мањих, локалних поморских окршаја у којима углавном побеђују Американци, до средине године одвиле су се још две значајније битке: битка у Бизмарковом мору и поморска битка код Командорских острва.

#### "Од острва до острва"
Ради даљњег напредовања у југозападном Пацифику, команда америчке војске одлучује да заобиђе Рабаул, снажну јапанску утврду коју су сматрали врло опасном за даљње напредовање у том подручју. Из тога је произашла операција Cartwheel, припремана од средине јуна различитим премештањем трупа, а започета готово истовременим искрцавањем на Рендову, Нову Џорџију (битка за Нову Џорџију), Нову Гвинеју, Бугенвил и Нову Британију.
При томе су применили стратегију "од острва до острва", утемељену на заобиласку јапанских утврђених положаја и пресецању њихових путева снабдевања.
Недуго након америчког искрцавања у залив Кула, искрцавају се и Јапанци па у ноћи између 5. и 6. јула долази до битке у заливу Кула. Неколико дана касније Јапанци шаљу Токио експрес у залив па настаје битка код Коломбангаре. Американци губе овај сукоб па Јапанци на Коломбангару искрцавају 1.200 војника. Ипак, тај пораз није много утицао на даљи исход рата, јер су Американци у наставку активности острво једноставно заобишли.
У августу исте године Американци без борбе заузимају неколико јужнопацифичких отока, на којима посебне грађевинарске јединице (Американци их зову “Sea Bees” - морске пчелице) одмах граде ваздухопловне базе.
Почетком септембра аустралијске јединице, потпомогнуте америчком ваздушном подршком, искрцавају се на Новој Гвинеји и ослобађају је.
Након капитулације Италије (8. септембра), посаде италијанских бродова потапају своја пловила како не би пали у руке Јапанаца.
У време евакуисања јапанских трупа с Коломбагаре од краја септембра до почетка октобра, од америчке ватре гине око 1.000 јапанских војника, али ипак успевају да повуку са острва око 9.400 војника. У наставку Јапанци покушавају да евакуишу и војнике са Вела Лавеле али их Американци у томе спречавају.

#### Борба за Бугенвил
Дана 1. новембра искрцавају се три дивизије америчких маринаца на Кап Торокини на Бугенвилу, на Соломоновим острвима, не наишавши на отпор Јапанаца. Пред обалом су у заштити биле 4 крстарице, 19 разарача и неколико миноловаца. Јапанци су ваздушним нападима из Рабаула покушали да нападну бродове али кад то није успело, јапанска команда покреће једну флоту у смеру Бугенвила која на дестинацију стиже следеће ноћи. Јапански и амерички бродови се сукобљавају у битки код залива царице Аугусте, али Јапанци не успевају спречити даље искрцавање Американаца на Бугенвил.
Јапанци 3. новембра активирају 2. флоту као појачање јединицама у Рабаул, али је амерички извиднички авиони примећују у Бизмарковом архипелагу. Након упловљавања флоте у Рабаул, 100 борбених авиона узлеће с два америчка носача и креће у напад на луку Рабаула. Уз губитак 10 авиона, успевају да тешко оштете шест јапанских крстарица и један разарач. Кратко након овог напада, узлеће група америчких бомбардера и напада Рабаул и поново луку. Још исте вечери Јапанци повлаче шест крстарица и пет разарача из Рабаула у Трук, снажно јапанско упориште на Маријанским острвима.
У међувремену Јапанци успевају да у ноћној акцији 7. новембра искрцају 1.175 војника на Бугенвил, док 9. и 11. новембра Американци извршавају свој други и трећи талас акције. Због близине Рабаула (удаљеност Бугенвила и Рабаула износи само 300 км), Американци оспособљавају јапанске пољске аеродроме на Бугенвиле и користе их као базу за нападе на Рабаул.
Због америчке офанзиве Јапанци покушавају појачати своје упориште на Буки, северно од Бугенвила, што 26. новембра 1943. доводи до битке код рта Ст. Георге. Јапанци тада доживљавају велики пораз, изгубивши више од половине ангажованих јединица, док Американци нису имали губитака. То је био крај Токио експреса, јапанских пловидби ради снабдевања и евакуисања на Соломонским острвима.
Већ од краја децембра Американци почињу са ваздушним нападима на Рабаул са Бугенвила, а борбе за ово острво трајале су све до почетка априла 1944.

#### Гилбертова острва
На дан напада на Перл Харбор, јапанске снаге нападају и Гилбертова острва заузимајући их 10. децембра 1941. У следећих годину дана Јапанци на атолима ових острва праве јака утврђења служећи им као припрему за напад на Маршалова острва.
Припреме за значајну битку за Гилбертова острва, чије кодно име је било "Операција Galvanic", почеле су десетог, док је сама битка отпочела 19. и трајала до 24. новембра. (освојен атол Макалин) односно 28. новембра (освојен и атол Тарава). То су заправо биле две одвојене битке вођене истовремено на атолима Макин и Тарава чије су борбе биле врло жестоке. Учествовало је око 50.000 Американаца и 5.600 Јапанаца, а погинуло је око 4.300 јапанских и 1.000 америчких војника.
Након тога, Јапанци су претпоставили да ће Американци своје следеће борбене активности усмерити према Маршаловим острвима, па су од 19. новембра више пута из Трука допремали појачања на ту локацију.

#### Друге активности крајем године
Крајем године догодило се још неколико значајних битака, бомбардовања и искрцавања Американаца (битка код рта Сент Џорџ, бомбардовање јапанских положаја на Кваџалину, операција Dexterity). Неке су завршене још исте године, док су неке настављене и у 1944.

### 1944.
Американци и даље успешно дешифрују јапанске радијске кодове, што доводи до успешних нападима подморница на јапанске конвоје. Подршку често добивају и од других савезничких авиона који су такође укључени у потрагу и нападе на конвоје. Том акцијом прекинуто је снабдевање Маршалових острва.
У јануару Британци појачавају своју источноазијску флоту у Индијском океану и све чешће, још од децембра претходне године, нападају јапанске јединице у Малајском пролазу чиме деломично шире своје деловање и до Андаманска острва и Никобара. Тако су успешно провели и неке акције против немачких подморница које су деловале из Пенанга.

#### Маршалова острва
Борбе за Маршалова острва које се трајале су од 31. јануара до 23. фебруара 1944, вођене су у три одвојене операције. Једна од операција вођена је и на Труку, атолу у скупини Каролинских острва, али се данас сматрају делом борби за Маршалова острва. У овим борбама учествовао је велики број маринаца (само на Кваџалин искрцано је 42.000) а главни циљ ових операција био је осигурање полазишта за напредовање према Маријанским острвима и Филипинима.
У продору преко Гилбертових отока, Американци пресецају набавку изолованих јапанских база на овим острвима, па више људи умире од глади него у борбама. После битке за Тараву и победе, савезници све више користе тактику изоловања острва чиме Јапанце доводе до предаје. Поједина острва без контакта остају искључени од остатка света до краја рата, чак и доста касније па неке базе тек раних 50-их сазнаје за капитулацију Јапана.

#### Даљи продор Американаца
У припреми за велику офанзиву на Маријанска острва Американци бомбардују острва Тиниан и Саипан, а већ крајем фебруара искрцавају прве војнике на Лос Негрос, део Адмиритетских острва.
У марту Јапанци отпочињу операцију за повратак контроле над Бугенвилом (где су код рта Торокина Американци већ имали мостобран са 27.000 војника) искрцавањем 12.000 војника. Борбе су трајале од 9. до 24. марта у коме су Јапанци претрпели велику губитке суочивши се са Американцима и њихових шест артиљеријских разарача. 
Пре почетка великих борби за освајање Маријана, десило се још неколико значајних активности: искрцавање на северозападним обалама и оближњим острвима Нове Гвинеје, подморничко потапање транспортних бродова с јапанским војницима на путу од Шангаја према Молучким острвима где гине око 10.000 Јапанаца, британски напади на северозападну Суматру и североисточну Јаву као и низ значајнијих успешних напада на јапанске конвоје.

#### Маријанска и Палау острва
Кампања за освајање ове групе острва почела је 11-ог, тј. 15. јуна, у зависности од тога да ли се тешка бомбардовања Саипана, Тиниана и Гуама или искрцавање америчких маринаца на њене обале сматра њеним почетком. Настају сукоби познати касније као битка за Саипан, битка за Тиниан и битка за Гуам) а оне ће се касније убрајати као једне од најкрвавијих током рата на Пацифику. Јапанци су у напору да зауставе и одбију Американце, покушали контранапад који је прерастао у битку у Филипинском мору али се завршио великим поразом јапанских неискусних снага, пре свега пилота, у тој бици.
Напредовање Американаца наставило се према групи острва Палау. Копнене операције на на овој територији почеле су 15. септембра након ранијег вишедневног бомбардовања јапанских положаја на местима где је било предвиђено искрцавање. Упркос отпору Јапанаца, острва су пала у руке Американаца 23. октобра али то није био крај борби. На отоцима Пелелиу и Ангаур су поједине групе Јапанаца пружале герилски отпор, па се борбе за обе ове скупине отока коначно завршиле тек у новембру исте године.
Велики број живота изгубљен је у овим борбама али значајно већи на страни Јапана него Американаца.
Освајањем Маријанских острва који су се налазили у средишту тадашњих војних активности на Тихом океану, остварени су планови за даље напредовање савезника како према Филипинима, тако и према самом Јапану.

#### Филипини
Још у вријеме трајања борби за Палау, Американци отпочињу с нападима на Филипине па бомбардују аеродроме на Минданау који се налази на југу Филипина. Како ту не наилазе на већи отпор, проширују нападе на Висаyас, групу острва у средишњем делу Филипина и у року од три дана уништавају више од 200 јапанских борбених авиона.
Охрабрени овим успесима, Американци с великим бројем авиона, који узлећу са 15 носача, 21. и 22. септембра нападају аеродроме на Лузону, нарочито оне у близини Маниле, да би два дана касније поново напали Висаyас. Овом акцијом Јапанци губе преко 1.000 авиона, један разарач, једну корвету, један минополагач и један носач хидроавиона. Потопљен је и већи број јапанских мањих пловних јединица, укупно око 150 бродова, док у истој акцији Американци губе 54 борбена авиона, од чега их је 18 изгубљено због незгода, не у борби.
У оквиру припрема за инвазију на Филипине, Американци нападају авионима с носача низ јапанских аеродрома, између осталих и на јапанским острвима Сакашима у источном делу Кинеског мора и Окинави. У нападима на Формозу имали су подршку и бомбардера Б-29 из америчких база у Кини. Јапанци су у одбрану летели с острва Кјушу, Окинаве и Формозе, а коришћен је и велики број камиказа уз помоћ којих су успели да деломично и тешко оштете неке америчке бродове. У повлачењу, амерички авиони поново нападају аеродроме северно од Маниле при чему долази до тешких ваздушних битака са јапанским авионима. По завршетку ових борби које су се одвијале свакодневно од 11. до 15. октобра, Јапанци погрешно извештавају да су потопили 11 америчких носача авиона, два бојна брода и једну крстарицу. Овај погрешни извештај имао је погубне последице за стратегију јапанске одбране Филипина.
Британци су дали свој допринос провођењем једне акције заваравања (операција “Millet”) напавши својом азијском флотом Никобаре 17. и 18. октобра, док је у средишњем делу Филипина почела битка за Леyте. Американци су ваздушним нападима на Минданао, Леyте и Цебу почели припреме за искрцавање, док је група америчких подморница затворила пролаз између Минданаа и Самара. Искрцавање почиње 19. октобра уз незнатан јапански отпор, пак прве америчке јединице битком за Леyте, почињу са освајањем Филипина. Између 22. и 25. октобра Јапанци покушавају спречити даља искрцавања Американаца што се развија у битком у заливу Леуте. У тој борби Јапанци су претрпели најтеже и за даљи ток рата одлучујуће губитке: изгубили су три бојна брода и четири носача авиона.
Пре краја године (3. новембра) Јапанци су по први пут користили ФУГУ балоне, једно од најнеобичнијег оружја коришћеног у том рату. Балони-бомбе, које су Јапанци развијали након за њих понижавајућег Дулитовог напада на Токио, 1942, били су од папира али са управљачким механизмом које су путовале на предвиђену дестинацију снагом ветра. Користећи повољне струје у зимским месецима, стигли су за три дана изнад Северне Америке. Иако их је око 1000 стигло на циљ нису узроковали готово никакву штету.
У овим борбама су, поред познатијих пилота камиказа, Јапанци први пут (20. новембар) користили подморно самоубилачко оружје Каитен, подморнице-торпеда с морнарима камиказама. Тог дана је овим оружјем уништен један амерички танкер, док су остала самоубилачка торпеда Американци потопили пре него су обавили задатак. Упркос томе, Јапанци извештавају о значајном успеху овог свог новог чудесног оружја.
Британци су у то време реорганизовали своју источноазијску флоту. Старије бродове објединили су у Британску источноиндијску флоту, док су од модернијих јединица формирали нову Британску пацифичку флоту.
САД, 24. новембра, започиње нови низ тешких ваздушних напада на Токио. Авиони Б-29 су полетали с нових база на Саипану, а напади су настављени 26, 29. и 30. новембра као и 3. децембра.
Битка за Леyте трајала је и даље. Обе стране улагале су велике напоре и трпеле значајне губитке, али још увек нису дошли до одлучујућег резултата. Низали су се напади, искрцавања, губици пловних јединица и авиона као и великог броја људских живота.

### 1945.
Британци 3. јануара освајају бурмански приобални град Ситве чиме почињу с освајањем Бурме (данас Мјанмара), док је бурмански пут (једина копнена прометна веза Кине с подручјима која нису била под јапанском окупацијом) била поново доступна за савезнике на прелазу од 1944. на 1945. годину. Тако је пут за превоз трупа и опреме до Кине био отворен.

#### Искрцавање на Лузону
Америчке снаге 3. и 4. јануара почињу с интензивним нападима на јапанске бродове северно од Филипина, као и поново на аеродроме на Лузону. Тих и идућих дана уништавају бројне јапанске авионе као би добили превласт у ваздушном простору над Лузоном. 9. јануара амерички авиони нападају Формозу и јапанска острва Рјукју и Песцадорес.
Истог дана, уз невелик отпор, у заливу Лингаyен искрцава се 70.000 америчких војника док се Јапанци повлаче у брда. Уз снажан ваздушни отпор Јапанаца, при чему су готово увек велику улогу имали камиказе, Американци обнављају даљу опрему и људство све до 17. јануара, кад америчким копненим јединицама више није била потребна ваздушна подршка.

#### Иво Џима
Једна од најпознатијих битака Другог светског рата - битка за Иво Џиму почиње 19. фебруара и траје до 26. марта 1945. Тактичке операције изведене при нападу на ово острво и данас се користе као темељ за изучавање амфибијског ратовања.
Због потребе стационирања ловачких авиона за пратњу бомбардера при нападу на јапанска острва, савезници се одлучују за напад на ово острво које се простире само на 21 km². Његова одбрана састојала се од 21.000 јапанских војника под вођством генерала Тадамичија Курибајашија док су се на супротној страни налазила 4. и 5. дивизија маринаца која је бројила скоро 100.000 војника. Јапанци су се повукли у унутрашњост острва где су герилским акцијама из тунела и ровова планина онемогућавали учвршћење америчких положаја којима је требало око месец дана да ово острво освоје. Трећа дивизија маринаца која долази у помоћ, још више повећава гужву на обали, чиме долази до укупног губитка од око 7.000 мртвих.
Током борбе, Американци због немогућности уласка у подземне тунеле употребљавају бацаче пламена и тиме уништавају положаје јапанске војске. При крају сукоба, Јапанци се повлаче на јужни део острва где се боре до задњег. Укупно је у одбрани острва погинуло више од 20.000 Јапанаца.

#### Окинава
За Американце, Окинава је била задња препрека на путу за Јапан, док је једнако тако Јапанцима, након губитка Иво Џиме, то била задња одбрана матичних острва. Битка за Окинаву, позната и као операција “Iceberg”, започета је 1. априла 1945, када је 10. Армија америчке копнене војске, уз потпору 3. Амфибијског корпуса и 24. Армијског корпуса с укупно 183.000 војника, извршила инвазију на Окинаву, јапанску територију у архипелагу Рјукју.
Иако су припреме које су се састојале од снажних авио напада трајале од 18. марта (острво је повремено било бомбардовано и раније), главница јапанских снага се успева повући у унутрашњост острва у већ изграђене и добро утврђене положаје, па се битка сматра завршеном тек 21. јуна. Ратовање у џунгли доводи до великих губитака на страни савезника, али су на крају ипак Јапанци претрпели тежак пораз: губе око 66.000 војника, док су амерички губици износили 12.283 погинулих.
Падом Окинаве пада и задње јапанско упориште на путу према главним острвима. Самим тим, савезници завршавају припреме инвазије самог Јапана.

#### Пут ка јапанској капитулацији
Сукобљене стране (прије свега савезници) предузимале су истовремено низ већих и мањих борбених активности. Јапанци су покушали да свим средствима (велик број самоубилачких активности како авионима тако и људима-торпедима) спрече напредовање Американаца према Јапану, док су Американци тиме управо тежили.
Осим њих Аустралијанци (острва око Борнеа, Борнео, Нови Зеланд...) и Британци (Бурма, Индокина) такође успешно ослобађају окупиране територије јер Јапан трпи снажно бомбардовање и ваздушне нападе на бродове које ометају и онемогућују поморски промет са допремом сировина Јапану.
Након капитулације Немачке 9. маја, Јапан се изјашњава за наставак одлучне борбе против савезника. Јављају се, како у војсци тако нарочито у парламенту, прве јавне приче о капитулацији, али војни врх одбацује ту идеју и припрема одбрану земље до задњег човека.
Као један од резултата Потсдамске конференције савезници дају Јапанцима ултиматум за безусловну капитулацију, пошто и Совјетски Савез планира да се активира у Пацифичком рату, три месеца након завршетка рата у Европи. Ипак јапански премијер Кантаро Сузуки, 27. јула овај ултиматум одбацује.

#### Атомска бомба и завршетак рата
Иако су Јапанци принуђени на повлачење, са царством које се налази у распаду, америчка влада, са војном управом одлучује да употреби ново оружје масовног уништења.
Јапански изасланик у Москви, Сато Наотаке, 9. јула 1945. преноси молбу за почетак преговора о примирју, али Американци 6. августа бацају прву атомску бомбу на Хирошиму, да би три дана после, 9. августа, бацили и на Нагасаки. Након овог уништења Јапанци 2. септембра 1945. потписују безусловну предају.

## Последице
Пацифички рат, а тиме и Други светски рат, завршен је безусловном јапанском капитулацијом. Документ о капитулацији потписан је на америчком бојном броду УСС Мисури, 2. септембра 1945. године. Био је то први рат у којем су употребљена сва три оружја за масовно уништавање, како атомско (САД је бацио атомске бомбе на Јапан), тако и биолошко и хемијско оружје, које је Јапан користио већином у Кини.
Осим економског уништења Јапана, последице употребе атомских бомби цивилно становништво осећаће деценијама касније: зрачење и затрована околина и после рата ће многе цивиле коштати живота.
Трагедија коју је донела употреба атомске бомбе подигла је свесност у настанак атомског рата који би могао уништити целу планету али упркос редовног тестирања до сада није поновно употребљена у рату и њега постојаност служи само као врста политичког притиска.
Око 111.000 држављана САД јапанског порекла током Другог светском рата истерано је из својих домова и поседа за које су били принуђени да их продају по знатно нижој цени. Многима су одузете уштеђевине, које су стварали цео живот а неретко су и затварани и стављани иза бодљикаве жице, у "центре за релокацију" подигнуте дуж пацифичке обале. Након рата невиним људима који су изгубили све или већину онога што су имали није исплаћена готово никаква одштета. Штета коју су претрпели амерички Јапанци процењена је на око 400.000.000 тадашњих долара, а за обештећење су добили 10 пута мање (око 40.000.000). Кад је избио рат, влада САД је конфисковала сву имовину банке “Јокохама” која је пословала на територији САД као "непријатељску имовину". Око 4.000 корисника остало је без новца док су им рачуни били замрзнути, а 1957. донета је одлука да им се врати само 2% улога. Због те одлуке око 1 600 власника рачуна удружило и повело парницу са захтевом да им се рефундира цели износ улога. Првостепени суд пресудио је у њихову корист и наредио исплату преосталих 98% вредности улога. Чим се за то сазнало осталих 2 400 власника улога затражили су да се и њима исплати њихов новац, али су одбијени, јер су одбили да прихвате првобитну понуду од 2%. Врховни суд САД узео је 24. октобра 1967. у поступак и њихову тужбу, а 10. априла вратио цели предмет Апелационом суду Колумбије, који је 1. августа 1969. пресудио у корист власника улога са наредбом да се новац врати власницима "приближно по предратној реалној вредности долара, али без камата".